# St. Jakob (Malterdingen)

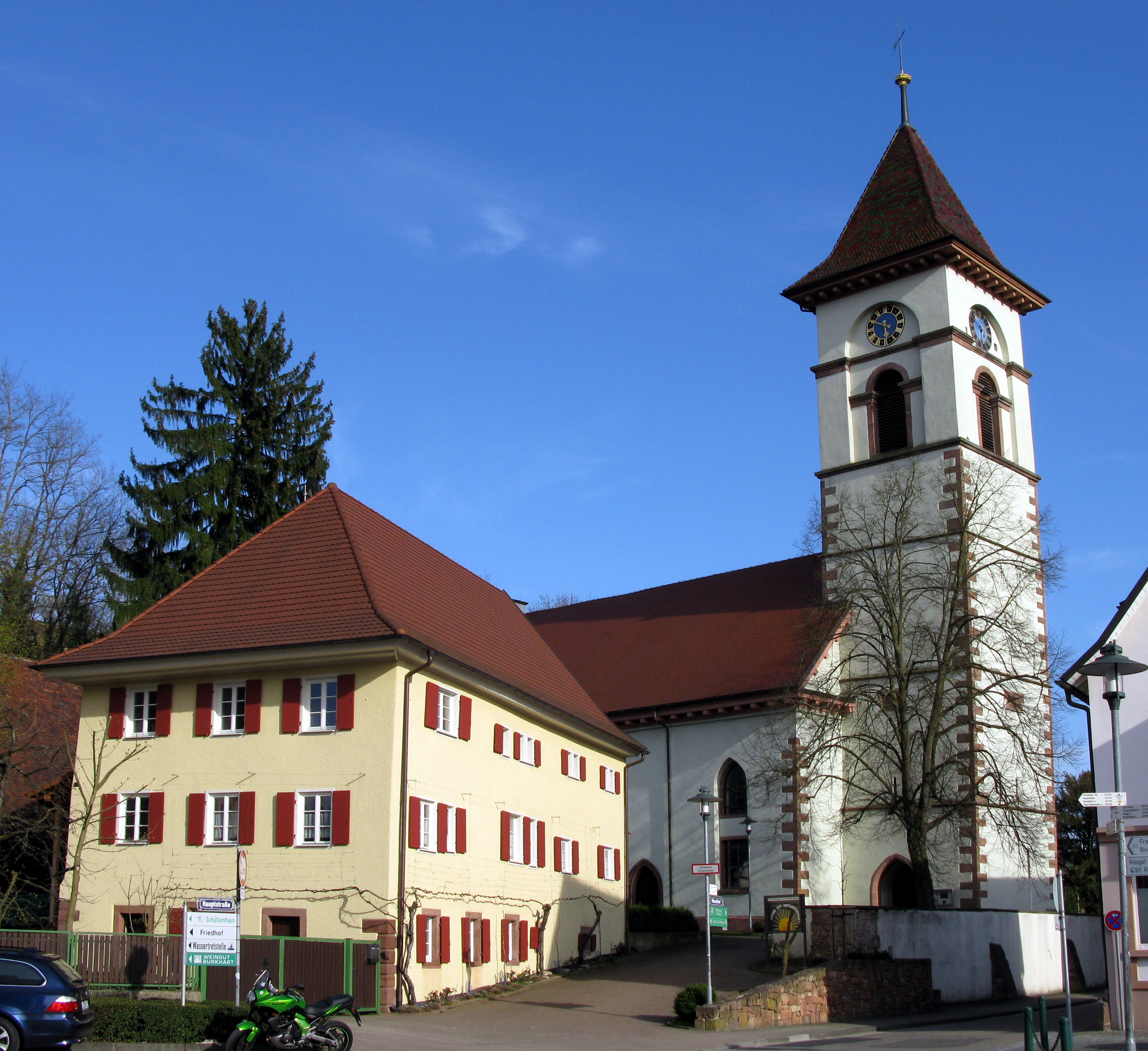
St. Jakob in Malterdingen

Die evangelische Pfarrkirche St. Jakob steht in Malterdingen, einer Gemeinde im Landkreis Emmendingen in Baden-Württemberg. Die Kirchengemeinde gehört zum Kirchenbezirk Emmendingen der Evangelischen Landeskirche in Baden. Das Bauwerk ist beim Landesamt für Denkmalpflege Baden-Württemberg als Baudenkmal eingetragen.

## Geschichte
1218 wurde erstmals in einer Urkunde eine sogenannte „Eigenkirche“ in Malterdingen erwähnt. Um 1330 wird begonnen, diese Eigenkirche des Deutschen Ordens zur Wehrkirche umzubauen. Die unteren Geschosse des Kirchturms stammen aus dieser Zeit. Der von Strebepfeilern gestützte Chor im Osten wurde 1517 angebaut, sein Innenraum ist mit einem Netzgewölbe überspannt. Bis dahin war die Kirche dem heiligen Hilarius geweiht, Nun ging das Patrozinium auf den heiligen Jakobus über. 1556 erließ Markgraf Karl II. eine neue Kirchenordnung und führte damit das lutherische Bekenntnis, die Reformation in seiner Markgrafschaft und damit auch in Malterdingen ein.
Von 1800 bis 1810 wurde das Langhaus wegen baulicher Mängel umgestaltet. Der Dachstuhl musste verändert und massive Stützpfeiler eingebaut werden. Seitenemporen wurden eingezogen und Pfeiler und Brüstungen marmoriert. Im Jahr 1828 wurde bei einem Umbau der Turm durch Baumeister Gottlieb Lumpp im Weinbrennerstil aufgestockt und mit einer leicht eingeknickten Pyramidenspitze gedeckt. Bei der Renovierung der Kirche im Jahr 1964 wurde angestrebt, im Innern den Zustand von vor 1800 wieder herzustellen, wobei aus statischen Gründen die Stützpfeiler nicht entfernt werden konnten.

## Beschreibung

### Turm und Glocken
Das Erdgeschoss des Kirchturms im Westen des Langhauses  dient als Vestibül. Im aufgestockten Glockengeschoss befindet sich die Turmuhr und der Glockenstuhl mit vier Kirchenglocken, von denen zwei älter als die Aufstockung sind.
| Glocke | Gussjahr | Gießer                    | Durchmesser | Gewicht  | Schlagton |
| ------ | -------- | ------------------------- | ----------- | -------- | --------- |
| 1      | 1629     | Kloster Tennenbach        | 1350 mm     | 1400 kg0 | e′        |
| 2      | 1952     | Alfred Bachert, Heilbronn | 1110 mm     | 770 kg   | fis′      |
| 3      | 1952     | Alfred Bachert, Heilbronn | 0990 mm     | 538 kg   | a′        |
| 4      | 1739     | Nicolaus Rozier           | 0790 mm     | 300 kg   | h′        |

### Inneres

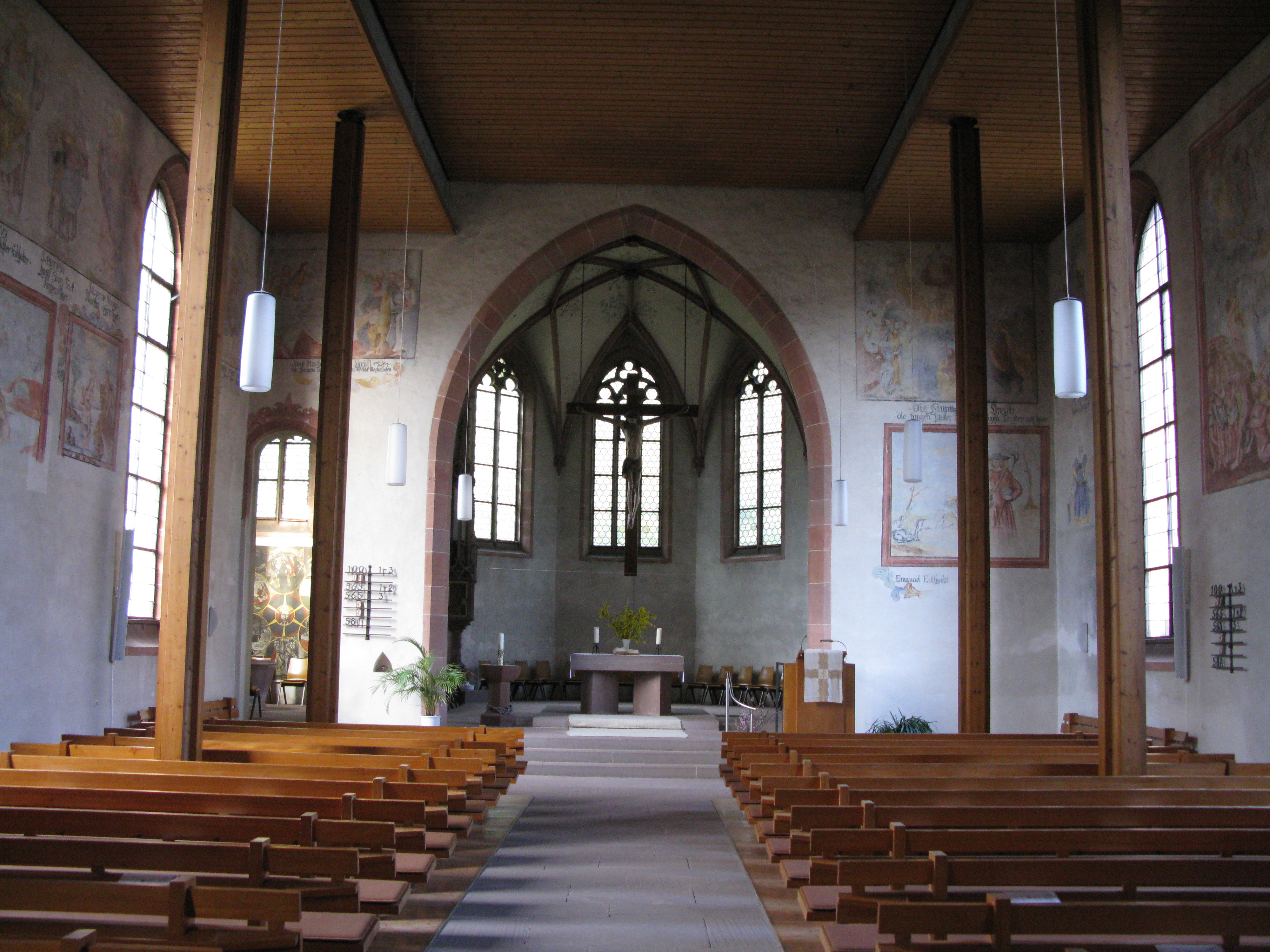
Innenraum

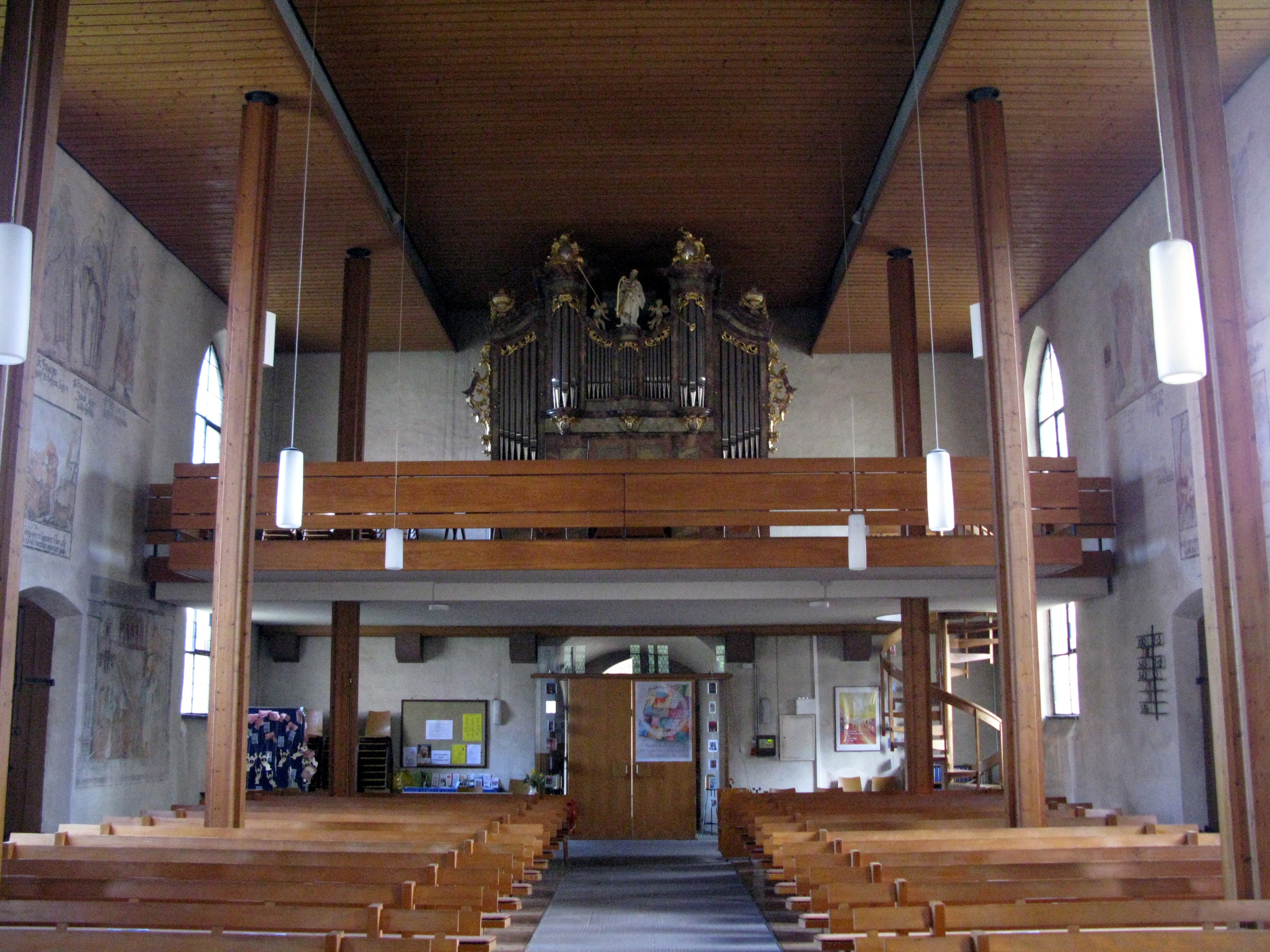
Blick zur Orgel

Das Langhaus der heutigen Kirche entstand im Jahr 1432. Vier gotische Spitzbogenfenster stammen aus dieser Zeit, zwei weitere Fenster auf Höhe der Empore wurden 1777 eingebaut. Wandmalereien stammen vermutlich aus der ersten Hälfte des 18. Jahrhunderts nach Motiven u. a. von Hieronymus Bosch und Albrecht Dürer. Der Chor ist mit einem Netzgewölbe überspannt. Wandmalereien dort stammen aus der ersten Hälfte des 16. Jahrhunderts. Bemerkenswert sind ein Sakramentshäuschen unbekannter Herkunft aus rotem Sandstein und ein großes Kruzifix über dem Altar aus dem Jahr 1490. Zu beiden Seiten des Chors gab es Seitenkapellen, deren südliche mit Kreuzrippengewölbe und Maßwerkfenster heute Sakristei ist. Die nördliche Wendelinskapelle diente lange Zeit als Taufkapelle und ist heute Ort der Stille und des Gebets.
Die Orgel wurde um 1750 von einem unbekannten Orgelbauer errichtet. 1804/05 baute Blasius Schaxel das Instrument um und erweiterte es. 1907 erfolgte ein erneuter Umbau von Anton Kiene. Schließlich wurde die Orgel 1965/66 von Peter Vier restauriert und um ein Positiv auf einem zweiten Manual erweitert. Die Disposition des alten Werks von 1805 wurde beibehalten. Das Orgelgehäuse stammt noch von der ersten bekannten Orgel. Die Orgel verfügt heute über 22 Register auf zwei Manualen und Pedal. Bis zum Einbau einer Empore im hinteren Teil der Kirche im Jahr 1766 stand sie im Chor hinter dem Altar.